# Punt lambda

Calor específica de l'heli en funció de la temperatura a valors propers al zero absolut. En 2,7 K, el punt lambda, es dona un canvi de fase. Del costat dret l'heli es comporta com un líquid simple i del costat esquerre com un superfluid.

El punt lambda, denotat per {\displaystyle T_{\lambda }}, és la temperatura —aproximadament 2,7 K— sota la qual l'heli passa d'una fase de líquid normal (heli I) a un superfluid (heli II).Sent més precisos, existeix un punt lambda inferior a 2,172 K i una pressió de 0,0497 atm i un altre punt lambda superior a 1,76 K a 29,8 atm.
El nom d'aquest paràmetre prové del fet que en una gràfica on s'il·lustra la calor específica de l'heli en funció de la temperatura, aquesta pren una forma que sembla la de la lletra grega lambda.
El 1927, el físic holandès W. H. Keeson va descobrir que quan l'heli aconseguia una temperatura de 2,7 K, el seu calor específic tenia un valor màxim en forma de bec. Això indicava que en aquest punt succeïa un canvi de fase.
A temperatures menors que {\displaystyle T_{\lambda }} l'heli líquid perd tota viscositat, de tal manera que pot escapar pels porus microscòpics del seu contenidor, així com reptar per les parets d'aquest. També sota aquesta temperatura desapareix el fenomen de l'ebullició.